# Thomas Rydahl
Thomas Rydahl (født 1974 i Aarhus) er en dansk forfatter og oversætter, uddannet fra Forfatterskolen 1997-99.  
I 1992 vandt han som syttenårig Politikens og Gyldendals novellekonkurrence med novellen Forever Young. Derefter gik der hele 22 år og en uddannelse på Forfatterskolen, før han i 2014 debuterede som romanforfatter med krimien Eremitten, der blev en bestseller og vandt tre litterære priser: 
- Bogforums Debutantpris (2014)
- Harald Mogensen-prisen for årets bedste danske krimi (2015)
- Glasnøglen for årets bedste nordiske krimi (2015)

## Erhard-trilogien
Hovedpersonen i Eremitten er den desillusionerede og nifingrede Erhard Jørgensen, der mange år tidligere er emigreret fra Danmark til den kanariske ø Fuerteventura og nu lever af at køre taxa dér. I en femstjernet anmeldelse skrev Politiken om Erhard Jørgensen og Eremitten:
”Erhards retfærdighedssans, forhutlede fremtoning og excentricitet gør ham til en af de mest særprægede detektiver, man kan møde i disse års spændingslitteratur. Han er slidt af livet, har ikke været sammen med en kvinde siden Annette, er på en måde havnet uden for tiden, men gåden om drengen vækker ham. Det solidariske portræt af Erhards maskuline genopstandelse er intet mindre end fremragende.”
Thomas Rydahl har siden da udgivet yderligere to krimier i en serie om Erhard Jørgensen på Fuerteventura: De savnede (2016) og De tre paver (2019).

## Senere romaner
I 2019 udgav Rydahl Mordet på en havfrue skrevet i samarbejde med forfatterduoen A.J. Kazinski. Romanen er en historisk krimi, der følger H.C. Andersen i rollen som ufrivillig detektiv i 1830'ernes København.
I 2021 fulgte Forførernes klub, som bevægede sig væk fra krimigenren. Hovedpersonen, Flemming, er midaldrende og nyskilt. Han møder en lille klub af begejstrede læsere af den danske filosof Søren Kierkegaard, og han forsøger med hjælp fra filosoffens skrifter at score i byen. Berlingske gav romanen fem stjerner i en anmeldelse med overskriften ”Kierkegaard lærer modne mænd at score.”
Med Uniform (2022), første bind i serien Den københavnske nat, vendte Rydahl tilbage til krimigenren, nu med to hovedpersoner, den unge politiskoleelev Salma og den aldrende kriminelle Fuzzy.
I 2023 udkom romanen Besættelse, som Thomas Rydahl færdiggjorde ud fra sin ven Lasse Holms ufærdige manuskript efter Lasse Holms død i 2021.
I 2024 udkom Ulykkens år, skrevet sammen med Anne-Grethe Bjarup Riis. Romanen er første bind i en planlagt serie historiske romaner der foregår på Egeskov Slot. Idéen til romanserien er udviklet på Politikens Forlag, der efter idéudviklingen ansatte forfattere til at skrive bøgerne. Det er en tilgang til den kreative proces der er velprøvet i film- og tv-branchen, men ny inden for dansk skønlitteratur.